# Île Bigras
Pour les articles homonymes, voir Bigras.
L'île Bigras est la plus grande des quatre îles de l'archipel des Îles-Laval, situées sur la rivière des Prairies au Québec. Administrativement, les Îles-Laval ont été intégrées à Laval en 1965.

## Géographie
L'île mesure un kilomètre de longueur.
Grâce au train de banlieue de la ligne Exo 6 - Deux-Montagnes, l'île Bigras et sa gare homonyme est desservie depuis la gare centrale de Montréal, en moins de 30 minutes du centre-ville, et en moins d'un quart d'heure du Bac à câble (Traverse Laval-sur-le-Lac/Île-Bizard) qui relie l'Île Bizard à Laval (en saison). Un stationnement peut accueillir plusieurs véhicules.

## Histoire
L'île Bigras est connue depuis 1817 sous l'appellation Île Amesse, du nom de son propriétaire Louis Amesse (différents documents cartographiques plus récents ont également diffusé les formes « Île Boiret » et « Île Boisvert »).
Elle est achetée en 1890 par Émilien Bigras, qui lui donne son nom, alors qu'il est aussi propriétaire des trois autres îles de l'archipel : l'île Pariseau, l'île Ronde et l'île Verte. 